# Muškarac
Muškarac je odraslo ljudsko biće muškoga spola. Spol muškarca određen je pri začeću prisustvom kromosoma X od majke i kromosoma Y od oca, a spolna diferencijacija muškog fetusa uglavnom je određena genom SRY na kromosomu Y. Spol se vrlo rano očituje u fenotipu ploda razvojem spolnih organa, prema čemu se određuje je li dijete rođeno kao dječak ili djevojčica. Hormoni koji stimuliraju proizvodnju androgena rezultiraju razvojem sekundarnih spolnih obilježja, čime razlike među muškarcima i ženama rastu. Kod muškaraca obilježja uključuju rast dlaka na licu, razvoj veće mišićne mase i manji udio masti u tijelu. 
Muška anatomija razlikuje se od ženske po organima muškoga reproduktivnog sustava koji uključuju penis, sjemenovod, prostatu, pasjemenik i sjemenike te po sekundarnim spolnim obilježjima.
Tijekom ljudske povijesti tradicionalne rodne uloge često su definirale i ograničavale aktivnosti i mogućnosti muškaraca. Muškarci se često suočavaju s regrutiranjem u vojnu službu ili su usmjereni na profesije s visokim stopama smrtnosti. Mnoge vjerske doktrine propisuju određena pravila za muškarce, kao što je nevoljno obrezivanje. Muškarci imaju nekoliko godina kraći životni vijek od žena. Zastupljeniji su i kao počinitelji i kao žrtve nasilja.
Transrodni muškarci imaju rodni identitet koji nije u skladu s njihovim fenotipskim ženskim spolom pri rođenju, dok interseksualni muškarci mogu imati spolne karakteristike koje se ne uklapaju u tipične predodžbe muške biologije.

## Etimologija
Naziv za muškarca ima osnovu u riječi muž, staroslavenski mǫžь, prema indoeuropskom korijenu mon-g-.

## Biologija
Kod ljudi spermiji normalno nose ili X ili Y spolni kromosom. Ako spermij koji nosi kromosom Y oplodi jajnu stanicu žene, koja uvijek nosi kromosom X, potomak će biti muški (XY). Gen SRY obično se nalazi na Y kromosomu i čimbenik je koji stvara testis koji onda upravlja diferencijacijom muškog spola. Spolna diferencijacija kod muškaraca odvija se na način koji ovisi o testisima, dok diferencijacija kod žena ne ovisi o gonadama. U prosjeku se na svakih 100 žena rađa oko 105 muškaraca, no omjer je donekle promjenjiv, ovisno o dijelu svijeta i kulturi.
Kod ljudi je spolno dvoličje prisutno u više osobina. Mnoge od njih nemaju izravnu vezu s reproduktivnom sposobnošću, iako većina ima ulogu u spolnoj privlačnosti. Dimorfizam se opaža u visini, masi i građi tijela, iako uvijek postoje primjeri koji ne slijede opći obrazac: muškarci su obično viši od žena, ali ima mnogo ljudi oba spola koji su blizu srednje visine za cijelu vrstu.
Primarna spolna obilježja (spolni organi, prvenstveno penis i testisi) posebnost su koja je prisutna pri rođenju i ključna su za reprodukciju. Sekundarna spolna obilježja javljaju se tijekom puberteta. Takve značajke posebno su očite u fenotipskim osobinama koje razlikuju spolove, no one nisu izravno dio reproduktivnog sustava. Sekundarna spolna obilježja koja su specifična za muškarce uključuju i šira ramena, proširen grkljan (Adamova jabučica) te glas koji je znatno dublji od glasa djeteta ili žene.

### Reproduktivni sustav
Muški spolni sustav uključuje vanjske i unutarnje genitalije. Muško vanjsko spolovilo sastoji se od penisa, muške uretre i mošnjā, dok se muško unutarnje spolovilo sastoji od testisa, prostate, pasjemenika, sjemenog mjehurića, sjemenovoda, ejakulacijskog kanala i bulbouretralne žlijezde.
Uloga muškog reproduktivnog sustava jest proizvodnja sperme koja nosi spermije (time i gensku informaciju) koji se mogu sjediniti s jajnom stanicom žene. Sperma koja ulazi u ženinu maternicu i jajovode oplođuje jajnu stanicu koja se razvija u fetus; poslije ejakulacije muški reproduktivni sustav nema nikakvu ulogu u trudnoći. Proučavanje muške reprodukcije i povezanih organa naziva se andrologija.

### Spolni hormoni
Testosteron potiče razvoj Wolffijevih kanala i penisa te zatvaranje labioskrotalnih nabora u mošnju. Drugi značajan hormon u spolnoj diferencijaciji je anti-Müllerov hormon koji inhibira razvoj Müllerovih kanalića. Kod muškaraca testosteron i gonadotropini koje oslobađa hipofiza potiču spermatogenezu.

### Zdravlje
Iako se većina globalnih zdravstvenih rodnih nejednakosti odnosi na žene, postoje situacije u kojima su muškarci u lošijem položaju. Jedan takav primjer su oružani sukobi, gdje su muškarci često neposredne žrtve. Studija o sukobima u 13 zemalja od 1955. do 2002. pokazala je da se 81 % svih nasilnih smrtnih slučajeva u ratu odnosio na muškarce. Osim oružanih sukoba, u područjima s visokom učestalošću nasilja, kao što su regije pod kontrolom narkokartela, muškarci također imaju više stope smrtnosti. Iznenadne i drastične promjene u gospodarskom okruženju i gubitak društvene potpore, posebice socijalnih subvencija i bonova za hranu, također su povezani s višim razinama konzumacije alkohola i psihičkim stresom među muškarcima, što dovodi do rasta u stopama smrtnosti. To je zato što takve situacije muškarcima često otežavaju brigu o obitelji, što je zadatak koji se dugo smatrao suštinom muškosti. Retrospektivna analiza ljudi zaraženih običnom prehladom otkrila je da liječnici podcjenjuju simptome muškaraca, i da su spremniji pripisati simptome i bolest ženama nego muškarcima. Žene žive dulje od muškaraca u svim zemljama i u svim dobnim skupinama. Liječnici muškarcima pružaju manje usluga i manje ih savjetuju.

## Spolnost i rod
Muška seksualnost i privlačnost razlikuju se od osobe do osobe, a na seksualno ponašanje muškarca mogu utjecati mnogi čimbenici, uključujući razvijene predispozicije, ličnost, odgoj i kulturu. Dok je većina muškaraca heteroseksualna, značajne manjine homoseksualne su ili biseksualne orijentacije.
Transseksualni muškarci imaju muški rodni identitet koji nije u skladu s njihovim fenotipskim ženskim spolom pri rođenju i mogu se podvrgnuti nadomjesnoj terapiji hormonima i operaciji promjene spola. Interseksualni muškarci mogu imati spolne karakteristike koje se ne uklapaju u tipične predodžbe muške biologije. Procjena iz 2016. godine jest da se 0,256 % ljudi identificiraju kao transrodne osobe. Istraživanje provedeno 2017. na 80 929 učenika u Minnesoti pokazalo je da se otprilike dvostruko više adolescenata ženskog spola izjasnilo kao transrodno u usporedbi s adolescentima muškoga spola.

## Društvena uloga

### Muškost
Muškost je skup osobina ličnosti i atributa povezanih s dječacima i muškarcima. Iako je muškost društveno konstruirana, neka istraživanja pokazuju da su određena ponašanja koja se smatraju muškima pod biološkim utjecajem. U kojoj je mjeri muškost pod biološkim ili društvenim utjecajem predmet je rasprave. Ona se razlikuje od definicije biološkog muškog spola jer i muškarci i žene mogu pokazivati muške osobine. Muškarci se općenito suočavaju s društvenom stigmom zbog utjelovljenja ženskih osobina, više nego žene zbog utjelovljenja muških osobina. To se može pojaviti kao homofobija.
Standardi muškosti razlikuju se u različitim kulturama i povijesnim razdobljima. Dok vanjski znakovi muškosti izgledaju drugačije u različitim kulturama, postoje neki zajednički aspekti. U svim kulturama u prošlosti, i još uvijek među tradicionalnim i nezapadnim kulturama, vjenčanje je najčešća i definitivna razlika između dječaštva i muškosti. U kasnom 20. stoljeću pokazalo se da su se neke »odlike muškarca« tradicionalno ostvarene u braku (zaštita, materijalno osiguranje i reprodukcija) još uvijek smatrale znakovima postizanja muškosti.

### Osobni odnosi
Platonski odnosi ne razlikuju se značajno između muškaraca i žena, iako neke razlike postoje. Prijateljstva koja uključuju muškarce više se temelje na zajedničkim aktivnostima nego na samootkrivanju i osobnoj povezanosti. Percepcija prijateljstva koje uključuje muškarce razlikuje se među kulturama i vremenskim razdobljima. U heteroseksualnim romantičnim vezama od muškaraca se obično očekuje da preuzmu proaktivnu ulogu, započnu vezu, planiraju spojeve i predlože brak.

### Status
Antropologija je pokazala da sama muškost ima društveni status, baš kao i bogatstvo, rasa i društvena klasa. U zapadnoj kulturi veća muškost obično donosi veći društveni status. U većini kultura muške privilegije daju muškarcima više prava nego ženama. Čak i u društvima u kojima muškarcima nisu dane posebne zakonske privilegije oni obično imaju više položaje moći i smatra se da ih društvo shvaća ozbiljnije.

## Slika u medijima
Medijski prikazi muškaraca često ponavljaju tradicionalno shvaćanje muškosti. Muškarci se na televiziji prikazuju češće nego žene i najčešće se pojavljuju kao glavne uloge u akcijskim i dramskim programima. Muškarci su obično aktivniji u televizijskom programu od žena i obično imaju veću moć i status. Zbog svoje istaknutosti, muškarci će vjerojatnije biti i objekti i poticatelji duhovitog ili omalovažavajućeg sadržaja. Očevi su na televiziji često prikazani ili kao idealizirani i brižni ili kao nespretni i nesposobni. U reklamama su muškarci nesrazmjerno zastupljeni u reklamama za alkohol, vozila i poslovne proizvode.

## Prava
U većini društava muškarci imaju više zakonskih i kulturnih prava od žena, a mizoginija je u društvu mnogo raširenija od mizandrije. Muškarci obično dobivaju manje podrške kao žrtve seksualnog zlostavljanja, a silovanje muškaracu donosi stigmu. Obiteljsko nasilje nad muškarcima na sličan je način stigmatizirano. Protivnici obrezivanja obrezivanje smatraju kršenjem ljudskih prava. Pokret za prava očeva nastoji podržati rastavljene očeve koji nemaju jednaka prava na brigu o svojoj djeci. Muški pokret odgovor je na probleme s kojima se suočavaju muškarci u zapadnim zemljama.

## Simbol
Simbolom Marsa (♂) često se predstavlja muški spol. Prvi ga je za označavanje spola upotrijebio Carl Linnaeus 1751. godine. Simbol se ponekad tumači kao stilizirani prikaz štita i koplja rimskog boga Marsa. Međutim, prema Stearnu, ovo je tumačenje izmišljeno jer svi povijesni dokazi govore u prilog zaključku francuskog klasičnog učenjaka Claudea de Saumaisea da je izvedeno iz θρ, kratkog zapisa grčkog imena za planet Mars, Thouros.